# وجيهة الجندوبي
وجيهة الجندوبي هي ممثلة تلفاز ومسرح تونسية. من مواليد 1975.

## سينما
- 2000 : موسم الرجال لمفيدة التلاتلي : سلوى
- 2001 : فاطمة لخالد غربال
- 2010 : الغسيل الوسخ (فيلم قصير) لمالك عمارة : جميلة
- 2016 : عطر الربيع لفريد بوغدير
- 2017 : الجايدة لسلمى بكار : بهجة
- 2019 : بورتو فارينا لإبراهيم اللطيف : منية

## التلفاز

### المسلسلات
- 1998 : عِشقة وحكايات لصلاح الدين الصيد : شريفة
- 2000 : منامة عروسية لصلاح الدين الصيد : ليليا
- 2002 : ڨمرة سيدي المحروس لصلاح الدين الصيد : صبيحة صويلح
- 2003 : إخوة وزمان لحمادي عرافة : سعاد
- 2004 : لوتيل(سيتكوم) لصلاح الدين الصيد :درّة
- 2005 : عودة المنيار للحبيب المسلماني : راقية
- 2009 : أقفاص بلا طيور لعز الدين الحرباوي
- 2010 : ڨراج الكريك لرضا الباهي
- 2012 : ديبانيني لحاتم بلحاج
- 2013 : يوميات إمرأة لخالدة الشيباني : داليا
- 2015 : ناعورة الهواء (الموسم 2) لمديح بلعيد : صَفيّة
- 2016 : نسيبتي العزيزة (الموسم 6) لصلاح الدين الصيد : رفيقة
- 2016 : الرئيس(سيتكوم) لجميل النجار
- 2016 : بوليس_حالة عادية (الموسم 2) لمجدي السميري
- 2017 : الدوامة لنعيم بالرحومة[7]
- 2017 : الحجّامة(سيتكوم) لزياد ليتيم
- 2017 : فلاش باك (الموسم 2) لمراد بالشيخ
- 2019 : المايسترو للسعد الوسلاتي
- 2019 : علي شورّب (الموسم 2) لمديح بلعيد و ربيع التكالي : مدام عبيد
- 2020 : الخياطة(سيتكوم) لزياد ليتيم
- 2021 : حرقة (الموسم 1) للسعد الوسلاتي : نعمة
- 2022 : حرقة (الموسم 2) للسعد الوسلاتي : نعمة

### دوبلاج
- 2009-2013 : تونس 2050 لسامي فعور : عزيزة (صوت)

## مسرحيات
- 2007 : حوارات مرة نص ظافر ناجي والإخراج المسرحي للشاذلي العرفاوي
- 2008 : مدام كنزة نص وإخراج المنصف ذويب
- 2013 : العفشة مون أمور نصو إخراج الشاذلي العرفاوي ووجيهة الجندوبي
- 2019 : بيغ بوسا نص وإخراج وجيهة الجندوبي

## الجوائز
وسام الإستحقاق التونسي

## دورها في منامة عروسية
كان دورها في بدايته بدور الخادمة المساعدة لعروسية وبعد تسلسل الأحداث تكتشف عروسية أنها حفيدتها فتدور صراعات لأجلها.

## روابط خارجية
- وجيهة الجندوبي على موقع IMDb (الإنجليزية)
- وجيهة الجندوبي على موقع قاعدة بيانات الأفلام العربية
- وجيهة الجندوبي على موقع ألو سيني (الفرنسية)
- وجيهة الجندوبي على موقع قاعدة بيانات الفيلم (الإنجليزية)
- وجيهة الجندوبي على موقع كينوبويسك (الروسية)